# Opuwo-Stadt
Opuwo-Stadt (englisch Opuwo Urban) ist ein Wahlkreis in der Region Kunene im Nordwesten Namibias. Verwaltungssitz ist die gleichnamige Stadt. Der Wahlkreis hat (Stand 2023) knapp 24.000 Einwohner auf einer Fläche von 1738 km².

## Wahlen
| Wahl | Name                | Partei | Stimmenanteil |
| ---- | ------------------- | ------ | ------------- |
| 1992 | Edward Mumbuu       | DTA    | 63,7 %        |
| 1998 | Edward Mumbuu       | DTA    | 76,7 %        |
| 2004 | Nghohauvi Kavetu    | DTA    | 26,2 %        |
| 2010 | Kazeongere Tjeundo  | DTA    | 42,1 %        |
| 2015 | Weich Muypa         | SWAPO  | 47,8 %        |
| 2020 | Ueutjerevi Ngunaihe | PDM    | 55,1 %        |